# Bernimont (Léglise)
Ne doit pas être confondu avec Bernimont.
Bernimont (en wallon : Bèrnîmånt) est un hameau de la commune belge de Léglise, dans la province de Luxembourg (Région wallonne). Avant la fusion des communes de 1977, il faisait partie de l'ancienne commune d'Assenois.

## Situation
Bernimont est un hameau ardennais traversé par le ruisseau de Mellier. Il se situe entre les localités de Cousteumont (commune de Neufchâteau), Assenois et Habaru.
La sortie n°28 de l'autoroute E411 se trouve à moins de 3 km à l'est de la localité.
La ligne de chemin de fer 162 Namur-Arlon traverse Bernimont. Un étroit tunnel routier permet de passer sous la voie ferrée.

## Description
- Aucun édifice religieux n'est recensé dans le hameau. Une croix de bois sur socle en pierre de schiste se dresse à un carrefour.
- Bernimont possède plusieurs anciennes fermes et fermettes en long, construites en pierres de schiste le plus souvent blanchies.